# Louise Brunius

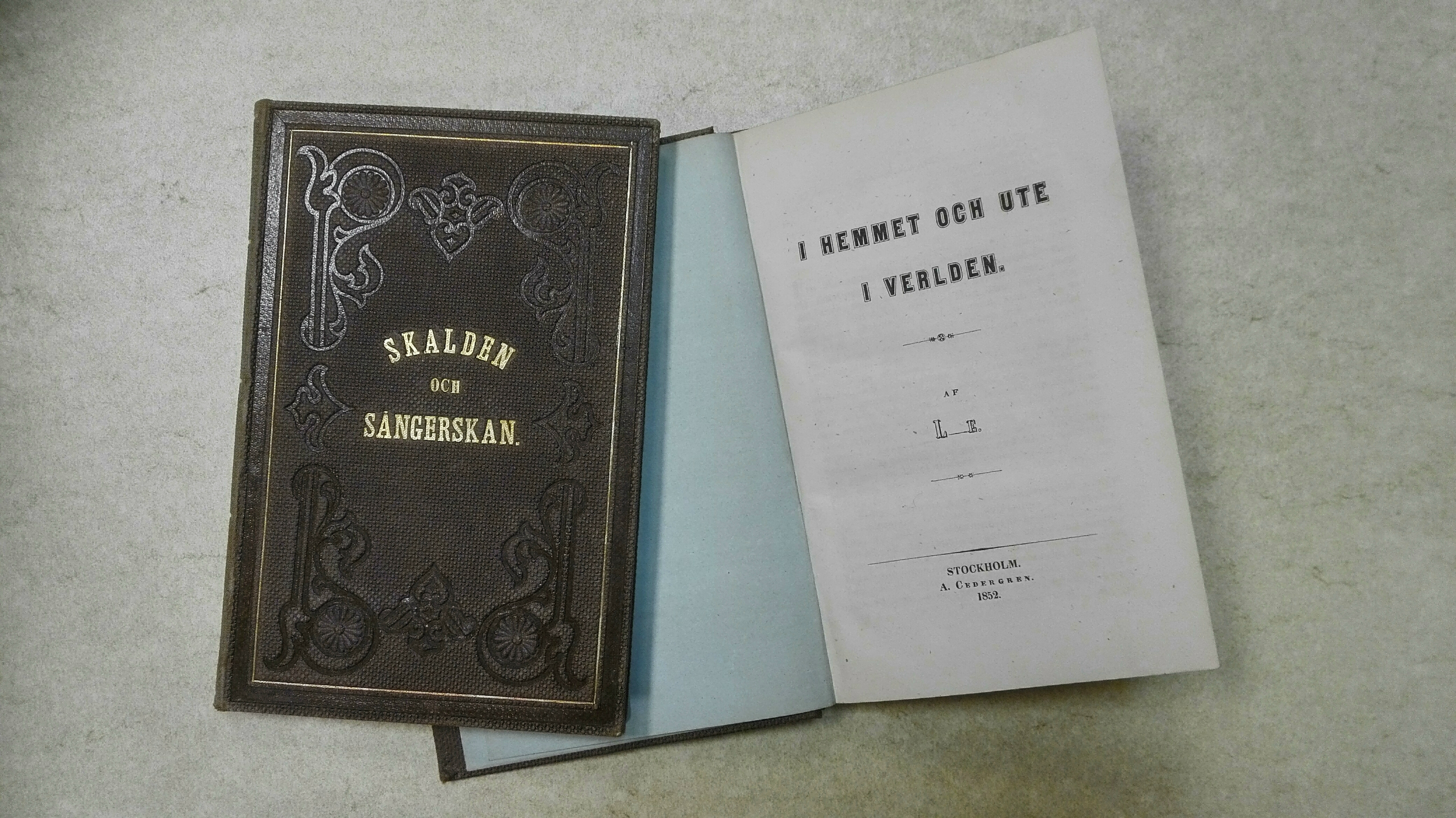
Två romaner av L-E, pseudonym för författaren Louise Brunius.

Louise Brunius, född Carlson 23 januari 1799 på Blombacka herrgård, Vinköls socken, nuvarande Skara kommun, död 16 februari 1880 på Götala kungsgård i Skara landsförsamling, var en svensk författare. 
Louise Brunius ingick 1823 äktenskap med ekonomidirektören J. N. Brunius (1789–1868), en son till prosten Gomer Brunius. 
Under signaturen L-e utgav hon 1843 berättelserna Den unga enkan i Norrland, Systrarne och Äktenskapsskilnaden. 
Bland hennes andra arbeten må nämnas Rosen och resedan (1846; 2:a upplagan 1880) och Lyckans gunstlingar (1875). Flera av hennes böcker översattes till tyska.